# Guatteria campestris
Guatteria campestris este o specie de plante angiosperme din genul Guatteria, familia Annonaceae, descrisă de Robert Elias Fries. Conform Catalogue of Life specia Guatteria campestris nu are subspecii cunoscute.